# گوماک‌اسانا

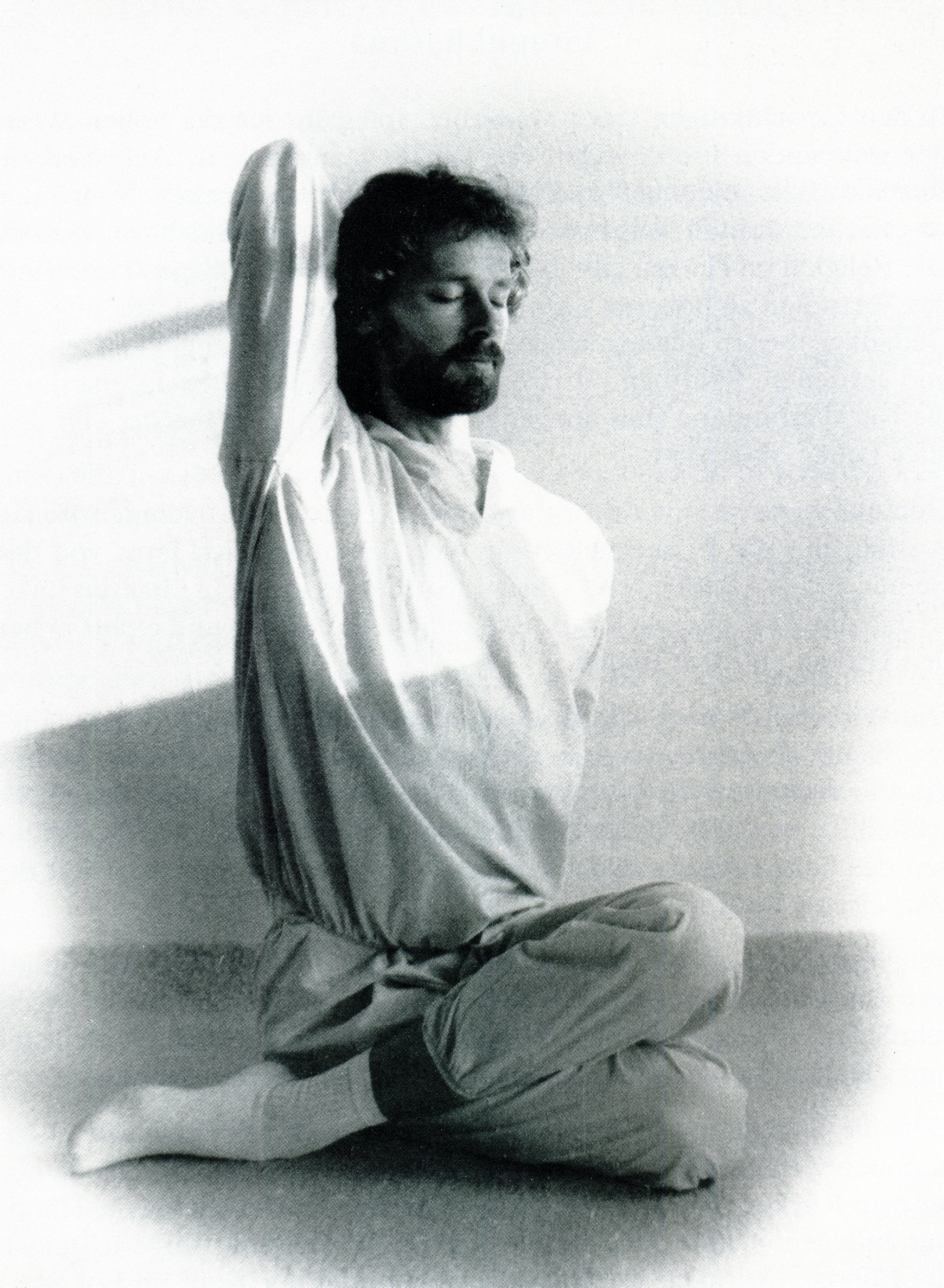
گوماک آسانا

گوماک آسانا (سانسکریت: गौमुखासन ; IAST: Gomukhāsana) یا حالت صورت گاو یک آسانای نشسته در هاتا یوگا است که گاهی برای مدیتیشن استفاده می‌شود.

## گوماک آسانا
این نام از سانسکریت गौ go به معنای «گاو»، मुख mukha و आसन āsana به معنای حالت نشسته گرفته شده‌است. پاهای ضربدری شبیه دهان گاو است، در حالی که آرنج‌های خم شده ظاهراً شبیه گوش‌های گاو است.
شکل کنونی این آسانا با دست‌های پشت سر تنها در متون باستانی تانتریک ذکر شده‌است. گاهی برای مدیتیشن و پرانایاما استفاده می‌شود.

## شرح
در این آسانا قوزک پای راست کنار کفل پای چپ و قوزک پای چپ کنار کفل راست قرار می‌گیرد.
این وضعیت، ماهیچه‌ها و اعصاب اطراف شانه‌ها و شبکه قلبی را هماهنگ و تقویت می‌نماید و مدار کاملی از انرژی در ستون فقرات جریان می‌یابد.